# Lista de primeiras-damas da Coreia do Norte
A primeira-dama da República Popular Democrática da Coreia, conhecida somente como a Primeira-dama da Coreia do Norte, é a esposa do líder supremo da Coreia do Norte.
Durante a administração do Presidente Kim Il-sung, sua segunda esposa, Kim Song-ae, assumiu os deveres de primeira-dama. O cargo foi deixado vago sob a liderança do secretário-geral Kim Jong-il, que tinha duas esposas e três parceiras domésticas em épocas diferentes; a posição foi restabelecida após a bem-sucedida cúpula intercoreana de abril de 2018.
A atual primeira dama é Ri Sol-ju, esposa do presidente de Estado Kim Jong-un, no cargo desde 15 de abril de 2018. Em abril de 2018, o título de Ri foi elevado para "respeitada Primeira-Dama" pela primeira vez desde 1974, quando o título era usado por Kim Song-ae. Ri era anteriormente chamada pela mídia estatal de "camarada"; a promoção ocorreu antes da cúpula intercoreana de abril de 2018, onde Ri e a primeira-dama da Coreia do Sul, Kim Jung-sook, estavam presentes.

## Lista de primeiras-damas da República Popular Democrática da Coreia
A seguir é apresentada uma lista das primeiras damas da Coreia do Norte.
| Nª | Retrato | Primeira-dama (Nome de solteira) | Período                                       | Idade no início da posse | Líder supremo              |
| -- | ------- | -------------------------------- | --------------------------------------------- | ------------------------ | -------------------------- |
| 1  |         | Kim Song-ae (1924-2014)          | 17 de dezembro de 1963 – 15 de agosto de 1974 | 39 anos e 12 dias        | Kim Il-sung c. 1952        |
| ―  | Vago    | Vago                             | Vago                                          | Vago                     | Kim Jong-il c. 1966 e 1974 |
| 2  |         | Ri Sol-ju (1989-)                | 15 de abril de 2018 – presente                | 28 anos e 171 dias       | Kim Jong-un c. 2009        |